# 84417 Ritabo
84417 Ritabo este un asteroid din centura principală de asteroizi.

## Descriere
84417 Ritabo este un asteroid din centura principală de asteroizi. A fost descoperit pe 5 octombrie 2002 la Coddenham de T. Boles. El prezintă o orbită caracterizată de o semiaxă mare de 2,70 ua, o excentricitate de 0,17 și o înclinație de 11,3° în raport cu ecliptica.